# Brudzew (gmina w powiecie kaliskim)
Brudzew (lub Brudzew Kaliski; od 1973 Blizanów) – dawna gmina wiejska istniejąca do 1954 roku w woj. łódzkim i poznańskim. Nazwa gminy pochodzi od wsi Brudzew, lecz siedzibą władz gminy był Blizanów.
W okresie międzywojennym gmina Brudzew należała do powiatu kaliskiego w woj. łódzkim. 1 kwietnia 1938 roku gminę wraz z całym powiatem kaliskim przeniesiono do woj. poznańskiego.
Po wojnie gmina zachowała przynależność administracyjną. Według stanu z dnia 1 lipca 1952 roku gmina składała się z 18 gromad: Blizanów, Blizanów B, Blizanówek, Brudzew, Dębniałki, Janków, Janków II, Janków III, Jarantów, Jarantów kol., Korab, Lipe, Lipe III, Łaszków, Piątek Wielki, Piątek Wielki-Brzezina, Piskory i Skrajnia Blizanowska.
Jednostka została zniesiona 29 września 1954 roku wraz z reformą wprowadzającą gromady w miejsce gmin. Po reaktywowaniu gmin z dniem 1 stycznia 1973 roku gminy Brudzew nie przywrócono, utworzono natomiast jej terytorialny odpowiednik, gminę Blizanów.
Uwaga: do 1954 roku w woj. łódzkim/poznańskim istniały równocześnie 2 gminy o nazwie Brudzew – drugą była gmina Brudzew w powiecie kolskim/tureckim. Bliskość geograficzna tych jednostek może być źródłem pomyłek.